# David Orth

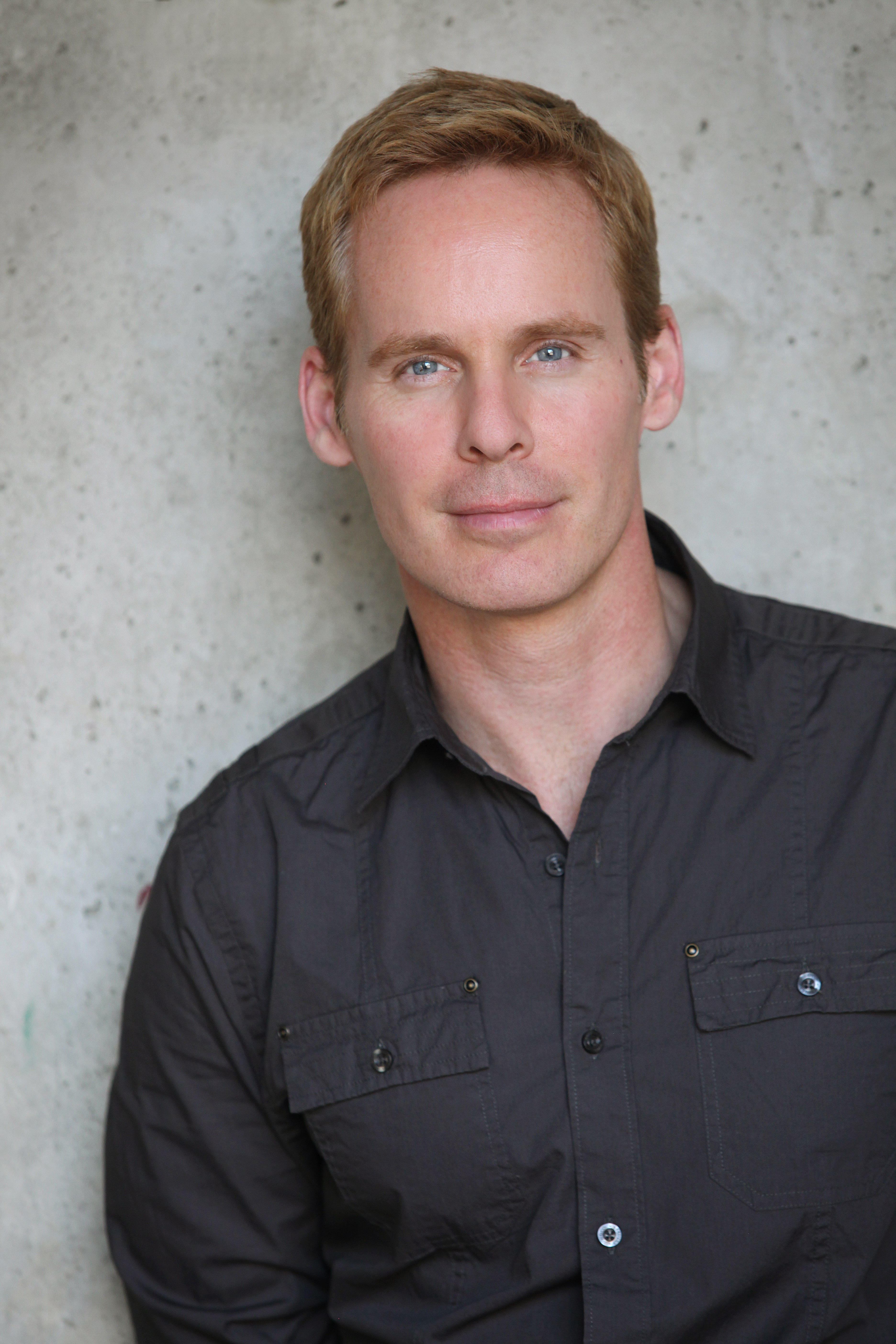
David Orth (2010)

David Orth (* 13. März 1965 in Kitchener, Ontario) ist ein kanadischer Schauspieler.

## Leben
David Orth hatte seine erste Rolle in einer Mini-Serie, genannt The Lawrenceville Stories. In den nächsten Jahren hatte er verschiedene Rollen in Fernsehserien. Bekannt in Deutschland wurde er durch eine der Hauptrollen in der Fernsehserie Die verlorene Welt, in der er, von 1999 bis 2002, den Journalisten Ned Melone spielt. Danach hatte er verschiedene Rollen in Fernsehserien und -filmen. Dazwischen hatte er auch immer wieder Sprechrollen.
Seine spätere Frau lernte er in Australien während der Dreharbeiten zu Die verlorene Welt kennen.

## Filmografie (Auswahl)
- 1986: The Lawrenceville Stories (Mini-Serie, Folge 1x03)
- 1986: Die Campbells (The Campbells, Fernsehserie, Folge 4x03)
- 1987: Nachtstreife (Night Heat, Fernsehserie, Folge 3x12)
- 1988: Double Standard (Fernsehfilm)
- 1988–1990: Erben des Fluchs (Friday the 13th: The Series, Fernsehserie, 3 Folgen)
- 1989: Der Hitchhiker (The Hitchhiker, Fernsehserie, Folge 5x23)
- 1991: Ultraman – Mein geheimes Ich (My Secret Identity, Fernsehserie, Folge 3x12)
- 1992: Bradburys Gruselkabinett (The Ray Bradbury Theater, Fernsehserie, Folge 6x14)
- 1994: RoboCop (RoboCop: The Series, Fernsehserie, Folge 1x22)
- 1996: Star Command – Gefecht im Weltall (Star Command, Fernsehfilm)
- 1997: Plädoyer für einen Killer (Melanie Darrow, Fernsehfilm)
- 1998–1999: Mythic Warriors: Guardians of the Legend (Animationsserie, 3 Folgen)
- 1999–2002: Die verlorene Welt (The Lost World, Fernsehserie, 53 Folgen)
- 2004: Sue Thomas: F.B.I. (Sue Thomas: F.B.Eye, Fernsehserie, Folge 2x07)
- 2004: Mutant X (Fernsehserie, Folge 3x09)
- 2004: Degrassi (Fernsehserie, 3 Folgen)
- 2005, 2008: Smallville (Fernsehserie, Folge 4x22, 7x12)
- 2005: Stargate Atlantis (Stargate: Atlantis, Fernsehserie, Folge 1x19)
- 2006: Supernatural (Fernsehserie, Folge 1x11)
- 2006: Gefallene Engel (Fallen: The Beginning, Fernsehfilm)
- 2007: The L Word – Wenn Frauen Frauen lieben (The L World, Fernsehserie, Folge 4x07)
- 2007: Blood Ties – Biss aufs Blut (Blood Ties, Fernsehserie, Folge 1x11)
- 2008: Der Todes-Twister (NYC: Tornado Terror, Fernsehfilm)
- 2009: Sight Unseen (Fernsehfilm)
- 2010: Fringe – Grenzfälle des FBI (Fringe, Fernsehserie, Folge 2x12)
- 2010: Human Target (Fernsehserie, Folge 2x06)
- 2010: Shattered (Fernsehserie, Folge 1x08)
- 2011: Exposed (Fernsehfilm)
- 2013: Midnight Stallion
- 2014: Once Upon a Time – Es war einmal … (Once Upon a Time, Fernsehserie, Folge 3x12)
- 2014: Wenn ich bleibe (If I Stay)
- 2014: Cedar Cove – Das Gesetz des Herzens (Cedar Cove, Fernsehserie, Folge 2x05)

### Synchronisation
- 1998–1999: Mythic Warriors: Guardians of the Legend (Animationsserie, 4 Folgen) … als Jason
- 2007: Death Note (Animationsserie, 6 Folgen) … als Eiichi Takahashi/Aiber
- 2009–2010: InuYasha: Kanketsu-hen (Animationsserie, 2 Folgen) … als Shishinki
- 2009–2012: Iron Man: Armored Adventures (Animationsserie, 3 Folgen) … als Donnie Gill/Blizzard
- 2018: Llama Llama (Animationsserie, Folge 1x01) … als Grandpa Llama
- 2016–2019: Superbook (Animationsserie, 4 Folgen, verschiedene Rollen)